# Соперничество футбольных клубов «Лидс Юнайтед» и «Челси»
Соперничество футбольных клубов «Лидс Юнайтед» и «Челси» — футбольное дерби между лондонским «Челси» и йоркширским «Лидс Юнайтед». Соперничество впервые появились в 1960-х годах после серии спорных матчей, кульминацией которых стал эпический финал Кубка Англии 1970 года, который считается одним из самых грязных и грубых матчей в истории английского футбола.
Так же это соперничество между клубами подпитывается контрастом, который сводится к выражению «йоркширский песчаник против лондонского болота». Соперничество между клубами часто выливалось на трибуны стадионов: в разгар эпохи британского футбольного хулиганства в 1970-х и 1980-х годах, когда Chelsea Headhunters и Leeds United Service Crew были среди наиболее известных «футбольных фирм», которые имели многочисленные насильственные столкновения друг с другом.
По данным интернет-опроса фанатов в декабре 2003 года, болельщики «Челси» считают «Лидс Юнайтед» вторым своим основными соперником после «Арсенала». В книге «Челси: Официальная биография» Рика Грэнвилла, «Лидс Юнайтед» назван в качестве одного из основных соперников «Челси».

## История
Он у нас что-то вроде талисмана, в этом его основная роль. Он направляется к кебаб-хаусу, говорит, надо подкрепиться. Забавный парень. Добродушный, в общем. Не из тех, кто заслуживает тумаков. Лидс — совершенное дерьмо, раз отделали такого, как он. Десять на одного. Соотношение неприемлемое ни для Молотоголового, ни для любого другого бойца, нормальные люди это понимают. — «Фабрика футбола», Джон Кинг.
«Челси» был основан в 1905 году, «Лидс Юнайтед» в 1919 году. Обе команды в первые годы своего существования часто перемещались между Первым и Вторым дивизионами, и не выигрывали чемпионат Англии до Второй мировой войны. Клубы впервые встретились между собой во Втором дивизионе 10 декабря 1927 года; «Лидс Юнайтед» выиграл со счетом 5:0. «Лидс» также выиграл со счётом 3:2 выездной поединок на «Стэмфорд Бридж». В 1952 году в рамках Пятого раунда Кубка Англии, было сыграно три матча для определения победителя, «Челси» в конечном итоге одержал победу со счётом 5:1, во второй переигровке на «Вилла Парк». Совокупное число болельщиков на трёх матчах достигло почти 150 000 человек.
В 1960-х годах между клубами впервые возникла значительная конкуренция. Под руководством Дона Реви «Лидс Юнайтед» впервые стал значительной силой в английском футболе, кульминацией которого стал выигрыш чемпионского титула в сезоне 1968/69. «Челси», тоже начинает возрождаться под руководством Томми Дохерти. В течение следующего десятилетия клубы встречаются в многочисленных важных матчах. Вратарь «Челси» Питер Бонетти выразил мнение, что соперничество между командами возникли потому, что «Лидс имел репутацию грубой команды с очень хорошей физической формой… мы видели в них себя, потому что у нас были свои игроки, которые были физические сильные». «Да уж, о любви там речи не шло, — говорит Рон Харрис. — Думаю, если бы „Лидс“ сыграл здесь сейчас, по-прежнему было бы это ощущение, чувство соперничества. В целом, это классическое противостояние севера и юга. Вообще-то, если начистоту, та команда, что была в мои дни, не добилась того, чего заслуживала. У них была хорошая команда. Не знаю почему, но кажется, что было что-то, на чём они спотыкались в последний момент. И, полагаю, мы были частью этого чего-то в 1970-м».

## Достижения
| Турнир                         | Лидс Юнайтед | Челси | Итого |
| ------------------------------ | ------------ | ----- | ----- |
| Первый дивизион и Премьер-лига | 3            | 6     | 9     |
| Кубок Англии                   | 1            | 8     | 9     |
| Кубок Футбольной лиги          | 1            | 5     | 6     |
| Суперкубок Англии              | 2            | 4     | 6     |
| Лига чемпионов УЕФА            | 0            | 2     | 1     |
| Лига Европы УЕФА               | 0            | 2     | 2     |
| Кубок обладателей кубков УЕФА  | 0            | 2     | 2     |
| Кубок ярмарок                  | 2            | 0     | 2     |
| Суперкубок УЕФА                | 0            | 1     | 1     |
| Кубок полноправных членов      | 0            | 2     | 2     |
| Всего                          | 9            | 31    | 40    |

## Статистика матчей
| Клуб                                   | И                                      | В                                      | Н                                      | П                                      | ГЗ                                     | ГП                                     | ±                                      |
| Первый, Второй дивизион и Премьер-лига | Первый, Второй дивизион и Премьер-лига | Первый, Второй дивизион и Премьер-лига | Первый, Второй дивизион и Премьер-лига | Первый, Второй дивизион и Премьер-лига | Первый, Второй дивизион и Премьер-лига | Первый, Второй дивизион и Премьер-лига | Первый, Второй дивизион и Премьер-лига |
| -------------------------------------- | -------------------------------------- | -------------------------------------- | -------------------------------------- | -------------------------------------- | -------------------------------------- | -------------------------------------- | -------------------------------------- |
| «Челси»                                | 91                                     | 27                                     | 25                                     | 39                                     | 110                                    | 137                                    | −27                                    |
| «Лидс Юнайтед»                         | 91                                     | 39                                     | 25                                     | 27                                     | 137                                    | 110                                    | +27                                    |
| Кубок Футбольной ассоциации            |                                        |                                        |                                        |                                        |                                        |                                        |                                        |
| «Челси»                                | 8                                      | 5                                      | 3                                      | 0                                      | 17                                     | 6                                      | +11                                    |
| «Лидс Юнайтед»                         | 8                                      | 0                                      | 3                                      | 5                                      | 6                                      | 17                                     | −11                                    |
| Кубок Футбольной лиги                  |                                        |                                        |                                        |                                        |                                        |                                        |                                        |
| «Челси»                                | 4                                      | 3                                      | 1                                      | 0                                      | 10                                     | 2                                      | +8                                     |
| «Лидс Юнайтед»                         | 4                                      | 0                                      | 1                                      | 3                                      | 2                                      | 10                                     | −8                                     |
| Всего                                  |                                        |                                        |                                        |                                        |                                        |                                        |                                        |
| «Челси»                                | 103                                    | 35                                     | 29                                     | 39                                     | 137                                    | 145                                    | −8                                     |
| «Лидс Юнайтед»                         | 103                                    | 39                                     | 29                                     | 35                                     | 145                                    | 137                                    | +8                                     |

## Последние 5 встреч между командами
| Дата            | Хозяева      | Счёт | Гости        | Турнир                | Стадион        |
| --------------- | ------------ | ---- | ------------ | --------------------- | -------------- |
| 28 января 2003  | Челси        | 3:2  | Лидс Юнайтед | Премьер-лига          | Стэмфорд Бридж |
| 6 декабря 2003  | Лидс Юнайтед | 1:1  | Челси        | Премьер-лига          | Элланд Роуд    |
| 15 мая 2004     | Челси        | 1:0  | Лидс Юнайтед | Премьер-лига          | Стэмфорд Бридж |
| 19 декабря 2012 | Лидс Юнайтед | 1:5  | Челси        | Кубок Футбольной лиги | Элланд Роуд    |
| 5 декабря 2020  | Челси        | 3:1  | Лидс Юнайтед | Премьер-лига          | Стэмфорд Бридж |

## Результаты матчей

### Чемпионат
| Дата             | Стадион        | Результат | Турнир          |
| ---------------- | -------------- | --------- | --------------- |
| 21 апреля 1928   | Стэмфорд Бридж | 2:3       | Второй дивизион |
| 28 марта 1931    | Стэмфорд Бридж | 1:0       | Первый дивизион |
| 8 апреля 1933    | Стэмфорд Бридж | 6:0       | Первый дивизион |
| 23 декабря 1933  | Стэмфорд Бридж | 1:1       | Первый дивизион |
| 16 марта 1935    | Стэмфорд Бридж | 7:1       | Первый дивизион |
| 14 сентября 1935 | Стэмфорд Бридж | 1:0       | Первый дивизион |
| 26 декабря 1936  | Стэмфорд Бридж | 2:1       | Первый дивизион |
| 8 сентября 1937  | Стэмфорд Бридж | 4:1       | Первый дивизион |
| 27 декабря 1938  | Стэмфорд Бридж | 2:2       | Первый дивизион |
| 14 сентября 1946 | Стэмфорд Бридж | 3:0       | Первый дивизион |
| 29 декабря 1956  | Стэмфорд Бридж | 1:1       | Первый дивизион |
| 7 декабря 1957   | Стэмфорд Бридж | 2:1       | Первый дивизион |
| 8 ноября 1958    | Стэмфорд Бридж | 2:0       | Первый дивизион |
| 23 января 1960   | Стэмфорд Бридж | 1:3       | Первый дивизион |
| 30 апреля 1963   | Стэмфорд Бридж | 2:2       | Второй дивизион |
| 19 сентября 1964 | Стэмфорд Бридж | 2:0       | Первый дивизион |
| 6 ноября 1965    | Стэмфорд Бридж | 1:0       | Первый дивизион |
| 6 мая 1967       | Стэмфорд Бридж | 2:2       | Первый дивизион |
| 20 марта 1968    | Стэмфорд Бридж | 0:0       | Первый дивизион |
| 30 ноября 1968   | Стэмфорд Бридж | 1:1       | Первый дивизион |
| 10 января 1970   | Стэмфорд Бридж | 2:5       | Первый дивизион |
| 27 марта 1971    | Стэмфорд Бридж | 3:1       | Первый дивизион |
| 11 декабря 1971  | Стэмфорд Бридж | 0:0       | Первый дивизион |
| 12 августа 1972  | Стэмфорд Бридж | 4:0       | Первый дивизион |
| 15 декабря 1973  | Стэмфорд Бридж | 1:2       | Первый дивизион |
| 18 января 1975   | Стэмфорд Бридж | 0:2       | Первый дивизион |
| 1 октября 1977   | Стэмфорд Бридж | 1:2       | Первый дивизион |
| 2 сентября 1978  | Стэмфорд Бридж | 0:3       | Первый дивизион |
| 9 октября 1982   | Стэмфорд Бридж | 0:0       | Второй дивизион |
| 28 апреля 1984   | Стэмфорд Бридж | 5:0       | Второй дивизион |
| 22 апреля 1989   | Стэмфорд Бридж | 1:0       | Второй дивизион |
| 30 марта 1991    | Стэмфорд Бридж | 1:2       | Первый дивизион |
| 14 сентября 1991 | Стэмфорд Бридж | 0:1       | Первый дивизион |
| 29 ноября 1992   | Стэмфорд Бридж | 1:0       | Премьер-лига    |
| 23 апреля 1994   | Стэмфорд Бридж | 1:1       | Премьер-лига    |
| 11 мая 1995      | Стэмфорд Бридж | 0:3       | Премьер-лига    |
| 13 апреля 1996   | Стэмфорд Бридж | 4:1       | Премьер-лига    |
| 3 мая 1997       | Стэмфорд Бридж | 0:0       | Премьер-лига    |
| 13 декабря 1997  | Стэмфорд Бридж | 0:0       | Премьер-лига    |
| 5 мая 1999       | Стэмфорд Бридж | 1:0       | Премьер-лига    |
| 19 декабря 1999  | Стэмфорд Бридж | 0:2       | Премьер-лига    |
| 12 ноября 2000   | Стэмфорд Бридж | 1:1       | Премьер-лига    |
| 30 января 2000   | Стэмфорд Бридж | 2:0       | Премьер-лига    |
| 28 января 2003   | Стэмфорд Бридж | 3:2       | Премьер-лига    |
| 15 мая 2004      | Стэмфорд Бридж | 1:0       | Премьер-лига    |
| 5 декабря 2020   | Стэмфорд Бридж | 3:1       | Премьер-лига    |

| «Челси» | «Ничья» | «Лидс» | «ГЗ» | «ГП» | «±» | «Всего» |
| ------- | ------- | ------ | ---- | ---- | --- | ------- |
| 22      | 13      | 11     | 78   | 43   | +35 | 46      |

| Дата             | Стадион     | Результат | Турнир          |
| ---------------- | ----------- | --------- | --------------- |
| 10 декабря 1927  | Элланд Роуд | 5:0       | Второй дивизион |
| 22 ноября 1930   | Элланд Роуд | 2:3       | Первый дивизион |
| 26 ноября 1932   | Элланд Роуд | 2:0       | Первый дивизион |
| 5 мая 1934       | Элланд Роуд | 3:1       | Первый дивизион |
| 3 ноября 1934    | Элланд Роуд | 5:2       | Первый дивизион |
| 18 января 1936   | Элланд Роуд | 2:0       | Первый дивизион |
| 29 августа 1936  | Элланд Роуд | 2:3       | Первый дивизион |
| 1 сентября 1937  | Элланд Роуд | 2:0       | Первый дивизион |
| 26 декабря 1938  | Элланд Роуд | 1:1       | Первый дивизион |
| 18 января 1947   | Элланд Роуд | 2:1       | Первый дивизион |
| 1 сентября 1956  | Элланд Роуд | 0:0       | Первый дивизион |
| 19 апреля 1958   | Элланд Роуд | 0:0       | Первый дивизион |
| 28 марта 1959    | Элланд Роуд | 4:0       | Первый дивизион |
| 12 сентября 1959 | Элланд Роуд | 2:1       | Первый дивизион |
| 15 сентября 1962 | Элланд Роуд | 2:0       | Второй дивизион |
| 23 января 1965   | Элланд Роуд | 2:2       | Первый дивизион |
| 4 апреля 1966    | Элланд Роуд | 2:0       | Первый дивизион |
| 1 апреля 1967    | Элланд Роуд | 1:0       | Первый дивизион |
| 7 октября 1967   | Элланд Роуд | 7:0       | Первый дивизион |
| 15 февраля 1969  | Элланд Роуд | 1:0       | Первый дивизион |
| 20 сентября 1969 | Элланд Роуд | 2:0       | Первый дивизион |
| 5 сентября 1970  | Элланд Роуд | 1:0       | Первый дивизион |
| 1 мая 1972       | Элланд Роуд | 2:0       | Первый дивизион |
| 17 февраля 1973  | Элланд Роуд | 1:1       | Первый дивизион |
| 2 февраля 1974   | Элланд Роуд | 1:1       | Первый дивизион |
| 30 ноября 1974   | Элланд Роуд | 2:0       | Первый дивизион |
| 25 февраля 1978  | Элланд Роуд | 2:0       | Первый дивизион |
| 22 ноября 1978   | Элланд Роуд | 2:1       | Первый дивизион |
| 19 февраля 1983  | Элланд Роуд | 3:3       | Второй дивизион |
| 26 ноября 1983   | Элланд Роуд | 1:1       | Второй дивизион |
| 24 сентября 1988 | Элланд Роуд | 0:2       | Второй дивизион |
| 26 декабря 1990  | Элланд Роуд | 4:1       | Первый дивизион |
| 11 апреля 1992   | Элланд Роуд | 3:0       | Первый дивизион |
| 24 марта 1993    | Элланд Роуд | 1:1       | Премьер-лига    |
| 6 ноября 1993    | Элланд Роуд | 4:1       | Премьер-лига    |
| 27 августа 1994  | Элланд Роуд | 2:3       | Премьер-лига    |
| 18 ноября 1995   | Элланд Роуд | 1:0       | Премьер-лига    |
| 1 декабря 1996   | Элланд Роуд | 2:0       | Премьер-лига    |
| 8 апреля 1998    | Элланд Роуд | 3:1       | Премьер-лига    |
| 25 октября 1998  | Элланд Роуд | 0:0       | Премьер-лига    |
| 1 апреля 2000    | Элланд Роуд | 0:1       | Премьер-лига    |
| 28 апреля 2001   | Элланд Роуд | 2:0       | Премьер-лига    |
| 21 октября 2001  | Элланд Роуд | 0:0       | Премьер-лига    |
| 28 декабря 2002  | Элланд Роуд | 2:0       | Премьер-лига    |
| 6 декабря 2003   | Элланд Роуд | 1:1       | Премьер-лига    |

| «Лидс» | «Ничья» | «Челси» | «ГЗ» | «ГП» | «±» | «Всего» |
| ------ | ------- | ------- | ---- | ---- | --- | ------- |
| 28     | 12      | 5       | 89   | 32   | +57 | 45      |

### Кубок Футбольной ассоциации
| Дата            | Хозяева      | Счёт | Гости        | Стадион        |
| --------------- | ------------ | ---- | ------------ | -------------- |
| 16 января 1937  | Челси        | 4:0  | Лидс Юнайтед | Стэмфорд Бридж |
| 23 февраля 1952 | Лидс Юнайтед | 1:1  | Челси        | Элланд Роуд    |
| 27 февраля 1952 | Челси        | 1:1  | Лидс Юнайтед | Стэмфорд Бридж |
| 3 марта 1952    | Челси        | 5:1  | Лидс Юнайтед | Вилла Парк     |
| 12 февраля 1966 | Челси        | 1:0  | Лидс Юнайтед | Стэмфорд Бридж |
| 29 апреля 1967  | Челси        | 1:0  | Лидс Юнайтед | Стэмфорд Бридж |
| 11 апреля 1970  | Челси        | 2:2  | Лидс Юнайтед | Уэмбли         |
| 29 апреля 1970  | Челси        | 2:1  | Лидс Юнайтед | Олд Траффорд   |

| «Челси» | «Ничья» | «Лидс Юнайтед» | «Всего» |
| ------- | ------- | -------------- | ------- |
| 5       | 3       | 0              | 8       |

### Кубок Футбольной лиги
| Дата            | Хозяева      | Счёт | Гости        | Стадион        |
| --------------- | ------------ | ---- | ------------ | -------------- |
| 1 января 1970   | Лидс Юнайтед | 1:1  | Челси        | Элланд Роуд    |
| 3 января 1970   | Челси        | 2:0  | Лидс Юнайтед | Стэмфорд Бридж |
| 28 ноября 2001  | Лидс Юнайтед | 0:2  | Челси        | Элланд Роуд    |
| 19 декабря 2012 | Лидс Юнайтед | 1:5  | Челси        | Элланд Роуд    |

| «Челси» | «Ничья» | «Лидс Юнайтед» | «Всего» |
| ------- | ------- | -------------- | ------- |
| 3       | 1       | 0              | 4       |

## Трансферы игроков
Между «Челси» и «Лидс Юнайтед» было несколько прямых трансферов игроков. Впервые в 1991 году, левый защитник Тони Дориго перешёл из «Челси» в «Лидс Юнайтед» за 1,3 млн фунтов стерлингов. «Челси» никогда не покупал игроков основного состава у «Лидс Юнайтед», хотя были переходы молодых игроков академии в 2006 году, из-за чего бывший владелец «Челси», а ныне президент «Лидс Юнайтед» Кен Бейтс обвинил «Челси» в переманивании молодых игроков до шестнадцати лет, а также двух других игроков академии. В конце концов два клуба пришли к соглашению внесудебного урегулирования проблемы, «Челси» заплатил 5 миллионов фунтов стерлингов в качестве компенсации за Майкла Вудса и Тома Тайво. Дункан Маккензи, Микки Томас, Винни Джонс, Микаэль Форсселль, Терри Фелан, Дэвид Хопкинс, Дэвид Рокастл, Джимми Флойд Хассельбайнк и Туре Андре Флу, также играли за оба клуба.
| Игрок          | Дата трансфера | Сумма           | Прим.  |
| -------------- | -------------- | --------------- | ------ |
| Тони Дориго    | Июнь 1991      | £ 1 300 000     |        |
| Дэнни Грэнвилл | Июнь 1998      | £ 1 600 000     | [ 10 ] |
| Майкл Даберри  | Июль 1999      | £ 4 600 000     | [ 11 ] |
| Джоди Моррис   | Июль 2003      | Свободный агент | [ 12 ] |
| Нил Салливан   | Июль 2004      | Свободный агент | [ 13 ] |